# Réville-aux-Bois
Pour l’article homonyme, voir Réville.
 (mars 2016).
Si vous disposez d'ouvrages ou d'articles de référence ou si vous connaissez des sites web de qualité traitant du thème abordé ici, merci de compléter l'article en donnant les références utiles à sa vérifiabilité et en les liant à la section « Notes et références ».
 (mars 2016).
Réville-aux-Bois est une commune française située dans le département de la Meuse, en région Grand Est.

## Géographie

### Hydrographie
La commune est dans le bassin versant de la Meuse au sein du bassin Rhin-Meuse. Elle est drainée par le ruisseau de Reville,.

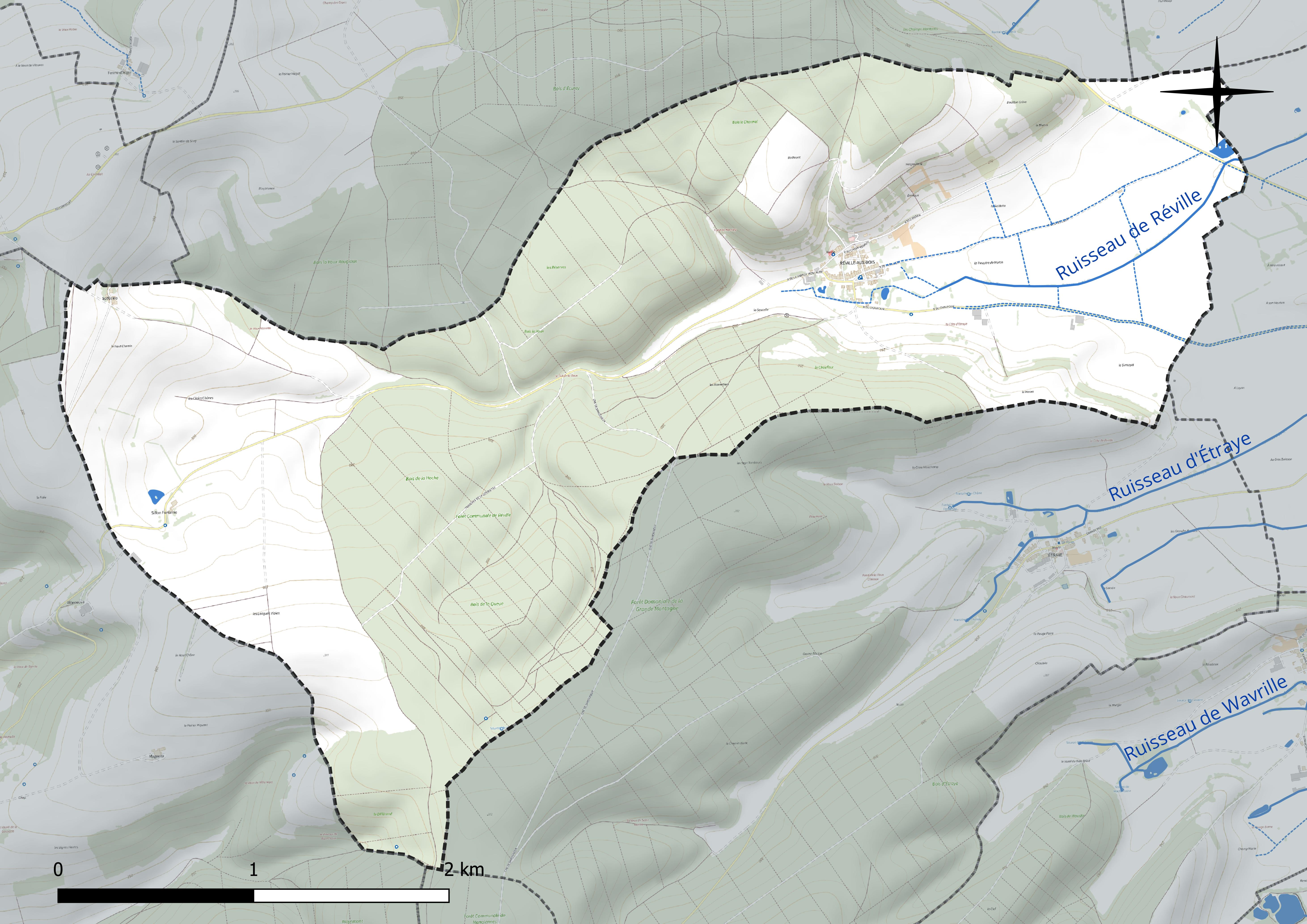
Réseau hydrographique de Réville-aux-Bois.

### Climat
Pour des articles plus généraux, voir Climat du Grand Est et Climat de la Meuse.
En 2010, le climat de la commune est de type climat de montagne, selon une étude du Centre national de la recherche scientifique s'appuyant sur une série de données couvrant la période 1971-2000. En 2020, Météo-France publie une typologie des climats de la France métropolitaine dans laquelle la commune est exposée à un climat océanique altéré et est dans la région climatique  Lorraine, plateau de Langres, Morvan, caractérisée par un hiver rude (1,5 °C), des vents modérés et des brouillards fréquents en automne et hiver. 
Pour la période 1971-2000, la température annuelle moyenne est de 9,5 °C, avec une amplitude thermique annuelle de 16,1 °C. Le cumul annuel moyen de précipitations est de 960 mm, avec 14 jours de précipitations en janvier et 9,7 jours en juillet. Pour la période 1991-2020, la température moyenne annuelle observée sur la station météorologique de Météo-France la plus proche, « Mouzay », sur la commune de Mouzay à 16 km à vol d'oiseau, est de 10,6 °C et le cumul annuel moyen de précipitations est de 789,5 mm. 
La température maximale relevée sur cette station est de 40,4 °C, atteinte le 24 juillet 2019 ; la température minimale est de −15,3 °C, atteinte le 20 décembre 2009,,. 
Les paramètres climatiques de la commune ont été estimés pour le milieu du siècle (2041-2070) selon différents scénarios d'émission de gaz à effet de serre à partir des nouvelles projections climatiques de référence DRIAS-2020. Ils sont consultables sur un site dédié publié par Météo-France en novembre 2022.

## Urbanisme

### Typologie
Au 1er janvier 2024, Réville-aux-Bois est catégorisée commune rurale à habitat dispersé, selon la nouvelle grille communale de densité à sept niveaux définie par l'Insee en 2022.
Elle est située hors unité urbaine et hors attraction des villes,.

### Occupation des sols
L'occupation des sols de la commune, telle qu'elle ressort de la base de données européenne d’occupation biophysique des sols Corine Land Cover (CLC), est marquée par l'importance des forêts et milieux semi-naturels (49,3 % en 2018), une proportion identique à celle de 1990 (49,3 %). La répartition détaillée en 2018 est la suivante : 
forêts (49,3 %), terres arables (35,5 %), prairies (8 %), zones agricoles hétérogènes (4,9 %), zones urbanisées (2,3 %). L'évolution de l’occupation des sols de la commune et de ses infrastructures peut être observée sur les différentes représentations cartographiques du territoire : la carte de Cassini (XVIIIe siècle), la carte d'état-major (1820-1866) et les cartes ou photos aériennes de l'IGN pour la période actuelle (1950 à aujourd'hui).

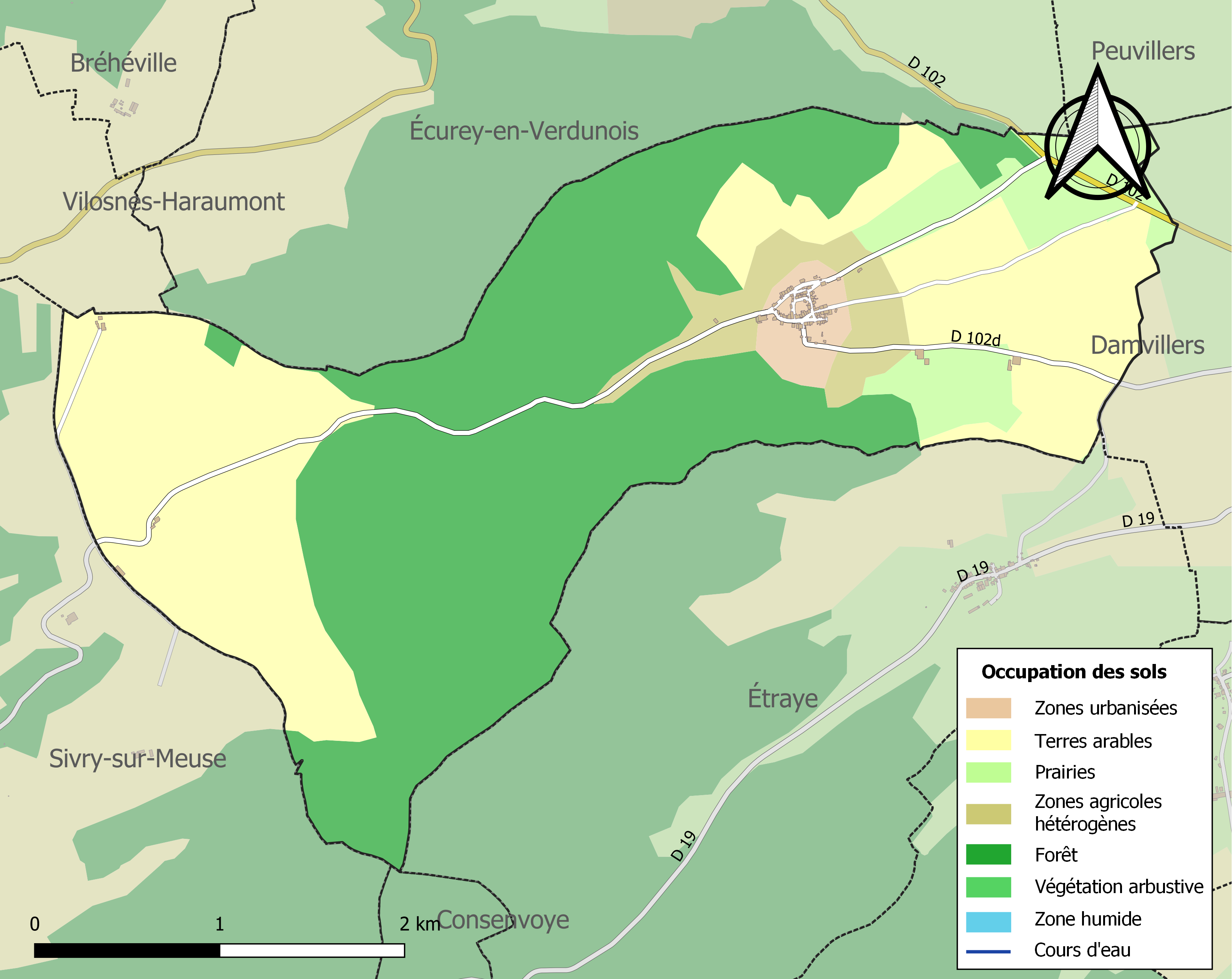
Carte des infrastructures et de l'occupation des sols de la commune en 2018 (CLC).

## Toponymie
Le nom de la localité est attesté sous les formes Revilla (1642) ; Reville (1656) ; Reuil (1700) ; Regia-villa (1738).

Regia-villa, en 1738, semble être une fausse de latinisation.
Le 8 mai 1921 lors d'une réunion du conseil municipal, la commune de Réville change de nom et devient Réville-aux-Bois.
Dans une lettre de monsieur le préfet en date du 30 avril, il expose l'intérêt pour la commune de modifier sa dénomination, attendu qu'une localité du département de la Manche porte le même nom.
Le déterminant complémentaire -aux-Bois pour se convaincre de l'étendue et de la présence de la forêt.

### Rues
En 1990, le conseil municipal décide de changer les noms de rue du village :
- la rue haute devient la rue des Vignes ;
- la rue de la grande fontaine devient la rue du Champ Renaud ;
- la rue basse devient la rue de la Grande Montagne ;
- la petite rue devient la rue du Chat Huant ;
- le chemin vicinal devient la rue du Chaufour[16].

## Histoire
Cédé par le Duché de Luxembourg, Réville passe au comté épiscopal de Verdun. Le village est une ancienne dépendance de Marville. Réville est affranchi en 1319 par l'abbé de Metloch et Gobert III de Dun et d'Apremont. Il est soumis à la justice seigneuriale du Roi de France après 1648. Réville-aux-Bois fait d'abord partie du canton de Jametz, puis de celui de Damvillers.
Les moines du diocèse de Trèves (probablement les bénédictins de Mettloch (Allemagne)) sont venus défricher une terre et ériger une maison lors de l'étanchement et le défrichement de la vallée de la Thinte.
Par la suite vers 1633, le bâtiment fut transféré à l'endroit où se situent aujourd'hui les remises de la cure. Seule une partie du bâtiment subsiste encore aujourd'hui. Elle se situe juste à côté de la mairie.
De 1659 à 1790, Réville faisait partie du Luxembourg français, prévôté de Damvillers et bailliage de Marville.
En été 1854, Réville est très affectée par la Troisième pandémie de choléra (1852-1860) qui ravage alors la région. 76 personnes, soit environ un habitant sur 8, meurent entre le 15 juillet et le 2 septembre 1854. Ceci explique en grande partie la chute brutale de population entre 1851 et 1856.
Le village subit des dommages importants lors de la Première Guerre mondiale.
Réville est libérée le 8 novembre 1918 par les Américains (sources www.association14-18.org)
En 1928, entre Réville-aux-Bois et Sivry sur Meuse, le monument de la Grande Montagne fut érigé à l'initiative du Capitaine Glock de Pittsburg, œuvre de l'architecte Marcel Delangle. L'entreprise Large s'est vu confier la réalisation de ce monument  érigé en souvenir des officiers et des soldats du 316e régiment de la 79e division américaine morts en 1918 dans le secteur de Verdun.
L'une des faces du monument relate l'histoire du régiment, depuis son organisation au camp de Meade, dans l'état du Maryland, aux États-Unis, le 29 août 1917, jusqu'à sa démobilisation le 9 juin 1919. En outre, les noms de Montfaucon-d'Argonne, de Troyon et de Grande-Montagne sont gravés sur les faces du socle du monument. Le 316e régiment a perdu 78 officiers et 3 128 soldats.
Le 8 février 1991, la ruine du moulin de Réville-aux-bois disparaît. Aujourd'hui, il ne reste plus que quelques pierres témoin de ce passé.

### Sobriquet
Les habitants de Réville ont pour sobriquet « les chats huants ».
Ce surnom provient du fait que les gens de Réville produisaient de l'alcool en très grande quantité et qu'ils écoulaient le surplus dans les villages voisins jusqu'en Belgique.
La production et le transport se faisaient de nuit d'où la comparaison avec le chat huant autrement appelée chouette hulotte.
Dans ce petit village on raconte qu'avant la Première Guerre mondiale il y avait 7 alambics.

## Politique et administration

### Liste des maires
Source : Lucien de Chardon, Damvillers et son canton : vingt siècles d'histoire, Verdun, Éditions Cogerex, 1973, 276 p. (BNF 36266183)

### Finances locales
Taxes locales (taux 2010)
Taxe d'habitation : 4,64 %
Foncier bâti : 9,95 %
Foncier non bâti : 22,11 %
Cotisation foncière des entreprises au profit de l'État en 2010 : 13,20 %
Le 1er janvier 2015, la commune de Réville-aux-bois et les communes appartenant à la Communauté de Communes de la Région de Damvillers sont passées de la fiscalité additionnelle à la fiscalité professionnelle unique.
Source : délibération du conseil municipal
Locations diverses :
1 appartement à l'intérieur de la mairie de 1839
1 maison bâtie dans les années 1960. À la place de l'ancien presbytère. Rénovation complète de ce logement en 2012.
Location ponctuelle de la salle des fêtes
Location de terrain agricole
La commune de Réville aux bois dispose de 376 hectares de forêt communale. À ce titre la commune recueille les fruits liés à la location de chasse et à la vente de bois.

## Population et société

### Démographie
L'évolution du nombre d'habitants est connue à travers les recensements de la population effectués dans la commune depuis 1793. Pour les communes de moins de 10 000 habitants, une enquête de recensement portant sur toute la population est réalisée tous les cinq ans, les populations de référence des années intermédiaires étant quant à elles estimées par interpolation ou extrapolation. Pour la commune, le premier recensement exhaustif entrant dans le cadre du nouveau dispositif a été réalisé en 2005.

En 2022, la commune comptait 130 habitants, en évolution de +10,17 % par rapport à 2016 (Meuse : −4,4 %, France hors Mayotte : +2,11 %).
| 1793 | 1800 | 1806 | 1821 | 1831 | 1836 | 1841 | 1846 | 1851 |
| ---- | ---- | ---- | ---- | ---- | ---- | ---- | ---- | ---- |
| 481  | 569  | 587  | 600  | 626  | 624  | 619  | 634  | 609  |

| 1856 | 1861 | 1866 | 1872 | 1876 | 1881 | 1886 | 1891 | 1896 |
| ---- | ---- | ---- | ---- | ---- | ---- | ---- | ---- | ---- |
| 482  | 456  | 434  | 410  | 421  | 390  | 392  | 377  | 408  |

| 1901 | 1906 | 1911 | 1921 | 1926 | 1931 | 1936 | 1946 | 1954 |
| ---- | ---- | ---- | ---- | ---- | ---- | ---- | ---- | ---- |
| 361  | 321  | 276  | 163  | 186  | 177  | 166  | 170  | 148  |

| 1962 | 1968 | 1975 | 1982 | 1990 | 1999 | 2005 | 2006 | 2010 |
| ---- | ---- | ---- | ---- | ---- | ---- | ---- | ---- | ---- |
| 159  | 144  | 143  | 126  | 130  | 127  | 126  | 125  | 122  |

| 2015 | 2020 | 2022 | - | - | - | - | - | - |
| ---- | ---- | ---- | - | - | - | - | - | - |
| 121  | 126  | 130  | - | - | - | - | - | - |

La chute brutale de population entre 1851 et 1856 s'explique en grande partie par l'épidémie de choléra, qui tua à Réville environ 75 personnes entre la mi-juillet et la fin septembre 1854, soit plus d'une personne sur 10.

## Culture locale et patrimoine

### Lieux et monuments

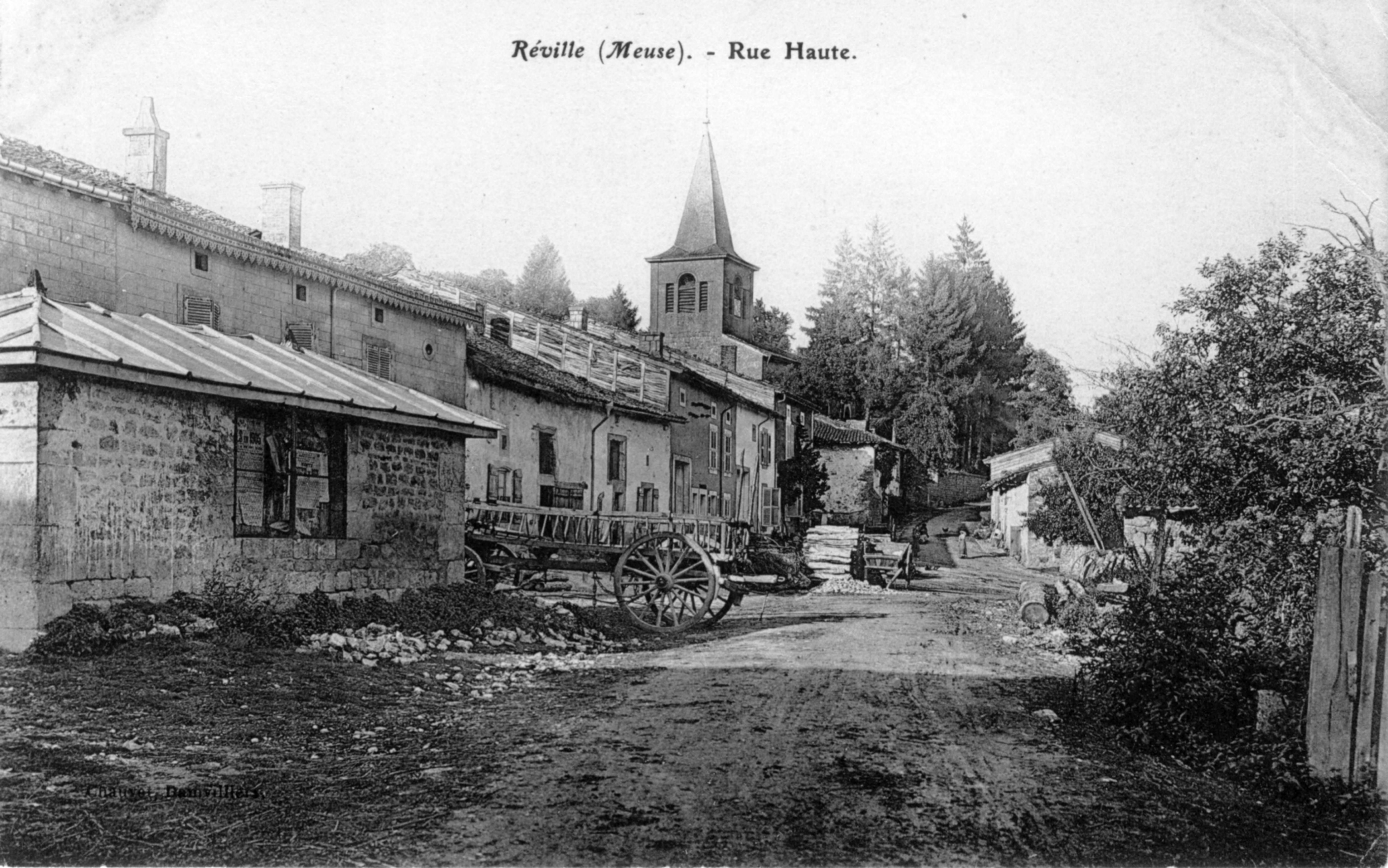
L'église de Réville et la rue haute avant la Première Guerre mondiale. Carte postale ancienne.

- L'église Saint-Pierre-aux-liens XVIIIe siècle. L'ordonnance du roi du 21 décembre 1825 autorise le versement de 600 Francs à la fabrique de l'église de Réville-aux-bois[23]. De nouvelles cloches ont été installées à l'église de Réville après avoir été baptisées le 1er octobre 1924.
- Mairie de 1839.
- Remise de la cure, bâtiment construit au XVIIe siècle.
- Une sépulture du XVIIe siècle est conservée derrière l'église. Il s'agit de la sépulture de Nicolas Bernard, décédé le 26 décembre 1679 et de son épouse Jeanne François, décédée en décembre 1674. Une partie de leur descendance est reconstituée ici: http://gw.geneanet.org/sivrysurmeuse_w?lang=fr&pz=bernadette&nz=adeline&ocz=0&m=D&p=nicolas&n=bernard&sosab=10&color=&t=A&v=10
- Une pierre tombale en calcaire d'une hauteur de 1,56 m et de 56 cm de large avec une épaisseur de 11 cm est adossée au mur ouest, devant l'église. La sculpture représente un autel orné d'une croix au centre avec un calice et une écharpe posés dessus. Un drapé vient couvrir l'ensemble, à son sommet une forme de bonnet est surmontée d'une croix. Au bas de l'autel, une étole est croisée avec une croix à chaque extrémité. Ce tombeau, propriété de la commune, a été classé à l'inventaire des MH Monument historique (France) le 2 septembre 1989. Il s'agit de la pierre tombale de Charles Mars (1725-1780) vicaire en 1751 puis curé en 1757, décédé le 20 janvier 1780, à l'âge de 55 ans, inhumé devant le portail de l'église Saint-Pierre-aux-Liens de Réville-aux-Bois.
- Monument aux morts : Il se situe à côté de l'église - La veuve et l'enfant éplorés - "Réville à ses héroïques Enfants Morts pour la France". La veuve est drapée à l'antique et elle jette des fleurs. Il a été inauguré le dimanche 9 août 1925 en présence de Monsieur Mallard, sous-préfet de l'arrondissement de Montmedy, du capitaine Vibout commandant du 97e dépôt de Montmedy. Sources : la croix meusienne article du 5 septembre 1925. La commune a choisi d’honorer 4 soldats du 6e régiment colonial tombés à la reprise du pays, en les inscrivant aux côtés des soldats de Réville : il s’agit de Meunier François, Dubois Pierre, Lamarque Gabriel et Guilloux Auguste. Auteur du monument : A. Bodart, sculpteur à Longuyon (54)
- Lavoir : Réville-Aux-Bois disposait autrefois de 3 lavoirs, dont un restant la propriété de la commune, situé au centre du village sur la place de la fontaine située dans la rue du moulin. Les deux autres lavoirs ont été vendus par la commune, l'un se situe rue de la grande montagne en direction de Sivry-sur-Meuse, l'autre se situe rue du Champ Renaud.

### Forêt
Le territoire est composé de 738,28 hectares de forêt.
La commune dispose de 377,28 hectares. 361 hectares sont des forêts domaniales.
La forêt domaniale de la Grande Montagne a pour origine l'ordonnance du 9 mars 1837 de Louis Philippe. Ce procès-verbal délimite la forêt domaniale et la forêt communale de Réville.
Durant la Première Guerre mondiale, la forêt de Réville est surexploitée, elle en ressort appauvrie en 1920. La forêt est devenue trop claire et envahie de bois mort.
N'ayant que peu de revenus, la commune de Réville-aux-Bois souhaite en 1973 céder une partie de sa forêt à d'autres collectivités ou à l'État : le bois de « la Queue » d'une surface de 140 hectares.
L'État refuse et lui attribue des subventions et des prêts en vue de réaliser les plantations. Les parcelles 13, 14, 15, 16, 17 sont donc replantées sur 58,87 hectares. La parcelle 7 est également replantée en épicéas communs.
Les coupes 13 à 17 sont aujourd'hui exploitées en futaie régulière. Les autres coupes sont exploitées en futaie irrégulière.

### Eau
L’adduction en eau est arrivée tardivement à Réville-aux-Bois, puisqu'elle fut mise en place par le Syndicat des Eaux de Mangiennes au tout début des années 1980.
Bien que d'après un rapport intitulé : "Données géologiques et hydrogéologiques acquises à la date du 31/12/1966", pour Réville-aux-Bois, la solution aurait pu être de capter les sources de trop-plein émergent des calcaires à oolithes ferrugineuse de l'Oxfordien supérieur.
L'ensemble des villages du Font de côte sont alimentés à partir de cet horizon et Réville-aux-Bois ne semble pas plus défavorisé topographiquement que les villages voisins.
| Lieu-dit                      | Coordonnées Lambert | Coordonnées Lambert | Coordonnées Lambert | Débit en litre | Observation                                   |
|                               | X                   | Y                   | Z                   | Débit en litre | Observation                                   |
| ----------------------------- | ------------------- | ------------------- | ------------------- | -------------- | --------------------------------------------- |
| La côte d'Etraye              | 819,750             | 187,100             | 226,000             | 0,300          | intermittente                                 |
| La côte d'Etraye              | 819,810             | 187,110             | 225,000             | 0,500          | pérenne                                       |
| Source des termes             | 819,620             | 186,910             | 255,000             | 0,300          | pérenne                                       |
| Source de la Goulote          | 819,290             | 187,320             | 230,000             | 1.300          | pérenne alimente ferme                        |
| Source de bure                | 817,600             | 185,000             | 335,000             | 1.000          | intermittente                                 |
| Source de bure                | 817,690             | 184,950             | 335,000             | 0.300          | captée intermittente                          |
| Ravi de blanchaux             | 817,150             | 184,300             | 315,000             | 0.300          | intermittente                                 |
| Source de Sillon Fontaine     | 815,970             | 185,920             | 323,000             | 0.600          | pérenne                                       |
| Source de Sillon Fontaine     | 815,975             | 185,985             | 323,000             | 1.300          | pérenne alimente la ferme de sillon Fontaines |
| Les Longues Violes            | 816,650             | 186,000             | 323,000             | 0.100          | Intermittente                                 |
| Sources St Pierre             | 819,460             | 187,470             | 240,000             | 1.000          | captée intermittente                          |
| Source de la Grande Fontaines | 819,480             | 187,280             | 227,000             | 3.300          | captée alimente une fontaine                  |

Mesure faite le 16 juin 1966.
Avant la mise en place de l'adduction d'eau, l'ensemble des habitations étaient dotées de puits.
La source St Pierre sert d'alimentation à la réserve incendie située sur la place.

### Les lieux-dits
| Lieux-dits                | Étymologie | Commentaire |
| LES AISANCES              | | |
| AU DESSUS DES VIGNES      | | |
| L AULNET                  | | |
| BADMONT                   | | |
| LA BELLE GOUTIERE         | | |
| LES BLANCHES TERRES       | | |
| LE BONHOMME ROBI          | | |
| BOUILLON GREVE            | | |
| BURE                      | Plus que l'habit du moine qui décore son blason, Bure tire son nom d'un lieu d'origine, assez fréquent dans les départements de la Meuse, Cote-d'Or, Calvados, Essonne, Orne. Issu du germanique bur, hutte, habitation. Cette étymologie a été imposée par un article de Jean Haust, paru en 1920 dans le Bulletin du dictionnaire wallon. Au XVIIe siècle, les termes bur, bure, beûr (liégeois) sont fréquents à cette époque dans le sens "puits de mine" ; mais ils signifient parfois "trou", "fosse" (notamment pour enfoncer des piliers), "creux" (dans un arbre, un tronc). En gaumais et ardennais, on trouve la forme bore, "tronc, tige végétale" et bora, "très haut". Une expression, « fosse ou burres » figure dans le règlement des "ouvrages de hulhiers" datant de 1403 et reproduit par Jean de Stavelot.2 | Lors de la grande guerre les Allemands ont construit des grandes fosses et capté l'eau de la source.                                                                                 |
| CHAINE SERVA              | | |
| LE CHAMP AUBRY            | | |
| CHAMP RENAUD              | | Donation d'un terrain juste à côté de l'église qui sert d'agrandissement du cimetière. Ce terrain fut offert par la famille Renaud contre la promesse de donner ce nom à ce terrain. |
| LE CHARMEL                | | |
| LE CHAUFOUR               | - four à chaux (Plus courant) | A l'entrée du chaufour en venant de Sivry-sur-Meuse se situe une carrière de pierre. Sources : http://infoterre.brgm.fr/rapports/RP-58957-FR.pdf                                     |
| LA CHAVRAINE              | | |
| LES CLAIRS CHENES         | | |
| LA COTE D ETRAYE          | | |
| LE COTEAU DE BADMONT      | | |
| LA COULEUVRE              | | |
| LA COURIETTE              | | |
| LE CROLY                  | | |
| LE CUL DES VIGNES         | | |
| DERRIERE LE BOIS LA HOCHE | | |
| DERRIERE LES JARDINS      | | |
| LE DEVANT DE LA MONTAGNE  | | |
| LE DEVANT DU SORT         | | |
| LE DIFFEREND              | | |
| ENTRE CHAUSSEE            | | |
| LA GAILLETTE              | | |
| LA GRANDE GOULONCHAMP     | | |
| LA GRANDE MONTAGNE        | | Point le plus haut du territoire du village |
| LES GRAVELOTTES           | | |
| LA HAIE JEAN ROBERT       | | |
| LES HAIES                 | | |
| LE HARON                  | | |
| HARVUTY                   | | |
| HASPOULETTE               | | |
| HENRIQUY                  | | |
| LES LONGS BOUDINS         | | |
| LES LONGUES VIOLES        | | |
| LE MARTIN                 | | |
| LE MOULIN                 | | Emplacement de l'ancien moulin de Réville. |
| LE NŒUD                   | | |
| LA PETITE GOULONCHAMP     | | |
| LA PILLIERE               | | |
| PRE LE TAUREAU            | | |
| LA QUEUE                  | | |
| LA RAVINE SILLON FONTAINE | | |
| LE SAUSSY                 | | |
| SILLON FONTAINE           | | Emplacement de la ferme de Sillon Fontaine à l'écart de village. |
| LE SORT                   | | |
| LES TERMES                | | |
| LES TONETTES              | | |
| LE TOZET                  | | |
| LE TROU HAUT              | | |
| LA TROUYERE DE MORTIN     | | |
| LA VAUX                   | | |
| LA VAUX NONETTE           | | |
| LE VILLAGE                | | Emplacement du village |